# Heinrich Schwabe
Samuel Heinrich Schwabe (25. října 1789 – 11. dubna 1875) byl německý astronom známý svými pracemi o slunečních skvrnách, objevitel slunečního cyklu (Schwabe-Wolfův cyklus).
Schwabe se narodil v Desavě. Nejprve byl lékárníkem, pak svou pozornost upřel na astronomii a v roce 1826 zaměřil svá pozorování na sluneční skvrny. Schwabe zkoušel objevit novou planetu uvnitř oběžné dráhy planety Merkur, která byla pokusně nazývána Vulcan. Kvůli blízkému sousedství se Sluncem by bylo těžké Vulcan pozorovat. Proto Schwabe věřil, že jednou z možností, jak detekovat tuto planetu, by bylo najít černý bod, když by obíhala okolo Slunce. Po celých 17 let, od roku 1826 do roku 1843, za každého pěkného počasí s čistým nebem, Schwabe pozoroval a zaznamenával jeho skvrny, zkoušeje z nich detekovat Vulcan.
Nenalezl však planetu, ale zjistil pravidelné variace v počtu slunečních skvrn a publikoval své poznatky v krátkém článku nazvaném Solar Observations during 1843 („Sluneční pozorování 1843“). V tomto článku předpokládá pravděpodobnou desetiletou periodu (např. že každých deset let počet skvrn dosáhl svého maxima). Tento článek nejprve nepřitahoval velkou pozornost, ale Rudolf Wolf, který byl v té době ředitelem hvězdárny v Bernu, byl nadšen tak, že začal pravidelná pozorování slunečních skvrn. Schwabeho pozorování byla poté v roce 1851 využita Alexanderem von Humboldtem ve třetím vydání jeho Kosmosu. Pravidelnost slunečních skvrn je nyní plně prokázána a Schwabemu je připisován kredit jednoho z největších objevů v oblasti astronomie.
Roku 1857 byl Schwabe oceněn Zlatou medailí Královské astronomické společnosti.
Kromě astronomie se věnoval i botanice, v roce 1813 vydal soubornou práci Flora Anhaltina, kde se zabývá rostlinstvem své vlasti, a také sebral řadu místních rostlinných exemplářů.